# Per Wahlöö
Per Frederik Wahlöö (ur. 5 sierpnia 1926 w Tölö w prowincji Halland, zm. 22 czerwca 1975 w Malmö) – pisarz i dziennikarz szwedzki.

## Twórczość
Znany przede wszystkim ze stworzonego razem z konkubiną Maj Sjöwall cyklu powieści kryminalnych z bogatym tłem obyczajowym, znanego jako „roman om ett brott” (dosłownie: „powieści o przestępstwie”, na polski tłumaczone też jako „opowieści z życia policji”), publikowanego w latach 1965–1975. Ich głównym bohaterem był Martin Beck, oficer wydziału zabójstw policji w Sztokholmie. W powieściach tych para autorska Sjöwall i Wahlöö dawała też wyraz swoim skrajnie lewicowym przekonaniom politycznym, krytykując szwedzki socjaldemokratyczny model państwa.
Per Wahlöö był też autorem powieści kryminalnych napisanych samodzielnie, z których na język polski jako pierwsza została przetłumaczona Ciężarówka. Był członkiem partii komunistycznej.

## Twórczość autorska
- 1959 Himmelsgeten (od 1967 Hövdingen)
- 1961 Vinden och regnet
- 1962 Lastbilen – wyd. pol. Ciężarówka, Czytelnik, Warszawa 1989, tłum. Maria Olszańska
- 1963 Uppdraget
- 1964 Det växer inga rosor på Odenplan
- 1964 Mord på 31:a våningen – wyd. pol. Morderstwo na 31 piętrze, Albatros, Warszawa 2010, tłum. Wojciech Łygaś
- 1965 Generalerna
- 1968 Stålsprånget – wyd. pol. Stalowy skok, Albatros, Warszawa 2013, tłum. Wojciech Łygaś